# Sonic Frontiers
Sonic Frontiers (яп. ソニック フロンティア с англ. — «Соник: Границы») — компьютерная игра серии Sonic the Hedgehog в жанрах платформер и action-adventure, разработанная Sonic Team и выпущенная японской компанией Sega 8 ноября 2022 года на консолях Nintendo Switch, PlayStation 4, PlayStation 5, Xbox One и Xbox Series X/S, а также компьютерах под управлением Windows.

## Игровой процесс

Соник сражается со стражами

Sonic Frontiers, как и её предшественницы, — это игра в жанре платформер. Впервые в серии, игрок перемещается по полностью открытому миру, в то время, как прошлые части состояли только из линейных уровней и небольших центральных миров (как, например, в Sonic Generations). В роли ежа Соника (или его друзей в дополнении Another Story) игрок исследует пять островов Звездопада (англ. Starfall Islands), которые состоят из различных биомов, включая цветочные поля, леса, древние руины и пустыни. Основная задача игрока — найти семь изумрудов Хаоса и сразиться с одним из Титанов, чтобы перейти на следующий остров. Для этого, игроку нужно выполнять различные задания, которые выдаёт ему игра. Помимо основного сюжета, игрок может решать побочные головоломки, которые разбросаны по острову; за их прохождение, на карте острова открывается та область, в которой находилась пройденная головоломка.
На островах имеются враги различного типа, варьирующиеся от самых слабых до мини-боссов. Для сражения с ними, в игре предусмотрена полноценная боевая система, в которой имеются цепочки ударов и добивающие приёмы. За победу над мини-боссом игрок получает шестерню. Шестерни нужны для открытия порталов в Киберпространство (англ. Cyber Space) — измерение цифровой реальности, в котором находятся все воспоминания Соника. В игре, Киберпространство представлено как традиционные для серии линейные уровни, в которых игрок должен пробежать от точки А до точки Б. После прохождения уровня в Киберпространстве, игрок получает определённое количество ключей (в зависимости от количества выполненных задач уровня). Эти ключи используются для открытия хранилищ с изумрудами Хаоса.
Игрок может улучшать основные характеристики персонажей и открывать новые навыки для них. Для улучшения основных характеристик в игре, игроку нужно собрать синие семена защиты и красные семена силы и принести их старейшине Коко. Для увеличения скорости и количества колец, которые персонаж может носить с собой, игроку нужно собирать Коко — маленьких камнеподобных существ — и относить их Коко-отшельнику. Для открытия новых боевых навыков, игрок должен накопить определённое количество очков опыта. Все расходуемые ресурсы в игре также можно получить, найдя портал, который ведёт в отдалённое место на острове к коту Бигу. В данном месте, игроку предстоит рыбачить и вылавливать рыб различного рода (а иногда и другие предметы) из озера. В зависимости от редкости предмета, игроку будет начисляться определённое количество монет. Эти монеты игрок может обменять у Бига на интересующий его ресурс.

## Сюжет
Доктор Эггман отправляется на заброшенные острова Звездопада, чтобы заполучить технологии древней цивилизации, которая населяла эти острова десятки тысяч лет назад, но к настоящему времени вымерла. Для управления этими технологиями он загружает в один из порталов созданный им искусственный интеллект по имени Сейдж. При этом рядом с порталом появляется несколько роботов-защитников. Обнаружив угрозу, Сейдж запускает протокол защиты и перетаскивает Эггмана в искусственное цифровое измерение под названием Киберпространство.
Позже Соник, Тейлз и Эми Роуз прилетают на острова Звездопада, чтобы найти изумруды Хаоса и понять, как они туда попали. Когда их самолёт приближается к островам, его засасывает через червоточину в Киберпространство, из которого только Сонику удаётся сбежать в реальный мир. После этого некий бестелесный голос хвалит Соника и сообщает ему, что для спасения друзей он должен найти изумруды Хаоса и уничтожить роботизированных Титанов острова, чтобы стереть границу, разделяющую реальный и цифровой миры. Путешествуя по островам, Соник встречает своих друзей, запертых в Киберпространстве, но способных проецироваться в реальный мир в виде голограмм. На одном из островов он находит и ехидну Наклза, который был перенесён туда из руин Небесного святилища. Встречая голограммы друзей, Соник освобождает их из виртуальных клеток, поглощая в себя киберэнергию, из которой они состоят, и со временем этот процесс постепенно портит его тело. Для поиска ключей от хранилищ с изумрудами Хаоса Соник периодически перемещается через порталы в Киберпространство, в котором он видит знакомые ему зоны из предыдущих игр серии. Как выясняется позже, это происходит потому, что Киберпространство считывает мысли и воспоминания Соника и воссоздаёт вокруг него привычную атмосферу, чтобы ему легче было ориентироваться.
За Соником наблюдает Сейдж, которая использует роботов-хранителей островов, чтобы противодействовать Сонику, неоднократно предостерегая его от продолжения своей миссии, пока она пытается освободить Эггмана из Киберпространства, где он также оказался в ловушке во время симуляции. Эггман становится привязанным к Сейдж за то, что она защитила его от опасностей Киберпространства, в то время как Сейдж начинает сочувствовать Сонику после того, как стала свидетелем его общения с друзьями.
Во время своего исследования Соник и его друзья узнают историю островов через хранящиеся в Киберпространстве видения их прошлых жителей, называемых Древними. Выясняется, что Древние были внеземной расой, прилетевшей на Землю и поселившейся на островах Звездопада после того, как их родная планета была разрушена сущностью по имени Погибель. Они же принесли на Землю изумруды Хаоса, которые использовались ими в качестве источников питания для космических кораблей и которые были притянуты Главным изумрудом, лежащим на Земле. На островах Звездопада Древние создали Киберпространство, чтобы сохранить в нём свои знания, воспоминания, мечты и надежды для будущих поколений (при этом большинство построек на островах играет роль гигантского «процессора», который и формирует этот цифровой мир). Среди руин на островах присутствуют также фронтовые укрепления и пушки, явно созданные для защиты от некой угрозы. Когда Погибель последовала за Древними и разрушила их новую цивилизацию на Земле, они использовали изумруды Хаоса в качестве источника энергии для питания Титанов, с помощью которых запечатали Погибель в Киберпространстве. После этого Древние вымерли, однако частички их душ остались в амулетах, называемых Коко, которые населяют острова Звездопада в настоящее время и «умирают», когда Соник и его друзья помогают им исполнить их последние желания в жизни. Согласно догадкам из аудиозаметок Эггмана, Древние являются предками Хаоса и расы Чао.
После уничтожения трёх Титанов и отключения шести башен, поддерживавших границу между реальным и цифровым мирами, друзья Соника и Эггман освобождаются из Киберпространства, однако сам Соник при этом полностью поглощается киберэнергией и оказывается в ловушке между измерениями. Вместе с друзьями из Киберпространства освобождается сущность, направлявшая Соника и велевшая ему стереть границу между мирами. Она оказывается Погибелью, которая теперь намерена завершить дело по уничтожению Земли и использует для этого четвёртого и последнего Титана. Это побуждает друзей Соника очистить его от киберэнергии и вернуть в реальный мир, для чего им приходится пожертвовать своими физическими формами и снова оказаться в Киберпространстве. Сейдж убеждает Эггмана сотрудничать с Соником в сборе разбросанных изумрудов Хаоса, которые позволяют Сонику победить последнего Титана и изгнать из него Погибель. Затем Сейдж берёт под контроль Титана и помогает Сонику преследовать Погибель в космосе, где Сейдж жертвует собой, чтобы уничтожить врага. Друзья Соника возвращаются из Киберпространства в реальный мир и все вместе они покидают остров, оставляя тоскующего Эггмана. В сцене после титров Эггману удаётся восстановить сознание Сейдж.

### Another Story
Another Story (дословно с англ. — «Другая история») — альтернативная концовка игры, представленная в последнем крупном обновлении Final Horizon. После жертвы своих друзей Соник принимает предложение Сейдж восстановить их вместе с его кибер-порчей, которую он может преобразовать в большую силу, чтобы использовать против Погибели. Вернувшись в свои голографические формы, друзья Соника собирают изумруды Хаоса, пока он проходит испытания под наблюдением душ пилотов Титанов и лидера Древних, Мастера Короля. После того, как Соник получает благословение Древних и излечивается от порчи, Мастер Король предоставляет ему временный контроль над киберэнергией, которую Соник объединяет со своей суперформой, чтобы уничтожить последнего Титана и Погибель (не без помощи друзей, Сейдж и Эггмана). После этого Соник воссоединяется со своими недавно освобождёнными друзьями, а Эггман и Сейдж счастливо возвращаются домой как семья.

## Разработка
После выхода Sonic Forces в 2017 году Sonic Team начала изучать различные подходы для своей следующей игры. В дополнение к празднованию предстоящего 30-летия серии Sonic the Hedgehog, Sonic Team также стремилась определить, какой должна быть современная игра Соника, и укрепить направление серии на следующее десятилетие. Глава Sonic Team и продюсер серии Соника Такаси Иидзука хотел, чтобы следующая игра про Соника послужила основой для будущих игр, подобно тому, как Sonic Adventure установил стандарт, которому следующие игры продолжали подражать в течение следующих 20 лет.
О разработке игры было объявлено в 2019 году. Разработку возглавил Морио Кисимото (работавший также над играми Sonic Colors, Sonic Lost World и Sonic Forces), а продюсером — Сатико Кавамура. Сценарий игры написал Ян Флинн, являющийся также автором комиксов «Sonic the Hedgehog», издаваемых Archie Comics и IDW Publishing, и мультсериала «Соник Бум». Композитор серии игр Дзюн Сэноуэ внёс свой вклад в партитуру. Для обеспечения приемлемого качества, Sonic Team начала регулярно проводить закрытые тесты игры.

## Маркетинг и выход игры
Sega представила тизер-трейлер с изображением Соника, бегущего по лесу, в конце прямой трансляции, посвящённой 30-летию франшизы, 27 мая 2021 года. Название игры тогда не было объявлено, но журналисты обнаружили, что в метаданных трейлера и пресс-релизе игра названа Sonic Rangers. Иидзука позже сказал, что он чувствовал, что анонс игры был преждевременным, но посчитал, что это было необходимо, учитывая, что это была игра на 30-ю годовщину и Sonic Team не анонсировала новую основную игру в серии со времён выхода Sonic Forces. Полноценный анонс игры с её итоговым названием состоялся в декабре 2021 года на презентации The Game Awards 2021.
Sega планировала выпустить Sonic Frontiers в 2021 году к 30-летию франшизы Sonic the Hedgehog, но отложила её на год для улучшения качества игры. Игра была выпущена 8 ноября 2022 года.

### Поддержка после выхода
Спустя 3 недели после выхода Sonic Frontiers, Sega анонсировала 3 крупных обновления для игры, которые вышли в 2023 году.
Первым из них стало Sights, Sounds and Speed, которое вышло 22 марта. В этом обновлении были добавлены два новых режима игры, фоторежим и внутриигровой музыкальный плеер. Второе обновление, Sonic’s Birthday Bash, было выпущено 23 июня, в день 32-й годовщины всей франшизы. В рамках данного обновления были добавлены режим «Новая игра+», тематические костюмы для Соника и одно из самых популярных умений Соника — способность «spin dash». Третье и последнее крупнее обновление для игры под названием Final Horizon было выпущено 28 сентября. Данное обновление включает в себя альтернативную и расширенную концовку игры под названием Another Story, которая, в свою очередь, включает в себя возможность игры за Тейлза, Наклза и Эми Роуз, а также новые испытания и уровни Киберпространства.

## Оценки и награды
| Сводный рейтинг       | Сводный рейтинг                                                |
| Агрегатор             | Оценка                                                         |
| --------------------- | -------------------------------------------------------------- |
| Metacritic            | Switch: 69/100 ПК: 75/100 PS4: 75/100 PS5: 71/100 XSXS: 61/100 |
| OpenCritic            | 71/100                                                         |
| Иноязычные издания    |                                                                |
| Издание               | Оценка                                                         |
| Destructoid           | PS5: 7/10                                                      |
| Game Informer         | PS5: 7,75/10                                                   |
| GamePro               | PS5: 70/100                                                    |
| GameSpot              | PS5: 7/10                                                      |
| GameStar              | ПК: 62/100                                                     |
| IGN                   | PS5: 7/10                                                      |
| Jeuxvideo.com         | PS5: 13/20                                                     |
| Nintendo Life         | Switch:                                                        |
| PC Gamer (US)         | ПК: 67/100                                                     |
| The Guardian          | [ 39 ]                                                         |
| Forbes                | PS5: 9/10                                                      |
| Русскоязычные издания |                                                                |
| Издание               | Оценка                                                         |
| StopGame.ru           | «Похвально»                                                    |
| «Игры Mail.ru»        | 5,5/10                                                         |

Игра получила «в основном положительные отзывы» на ПК и PlayStation 4 и «смешанные отзывы» на других платформах, согласно сайту-агрегатору Metacritic. Несколько авторов сравнили дизайн открытого мира игры с The Legend of Zelda: Breath of the Wild (2017).
Sonic Frontiers номинировалась на Steam Awards в 2022 году в категории «Лучший саундтрек», но уступила Final Fantasy VII Remake Intergrade.

#### Комментарии
1. ↑  События, предшествующие перемещению Наклза на острова Звездопада, были показаны в короткометражном мультфильме Sonic Frontiers Prologue: Divergence.
2. ↑  В английской версии данную сущность называют «The End», что в дословном переводе на русский язык означает «Конец». В официальной русской локализации игры её называют «Погибелью». В статье используется официальное наименование для стабильности повествования.